# Anni 400 a.C.
Gli anni 400 a.C. sono il decennio che comprende gli anni dal 409 a.C. al 400 a.C. inclusi.

## Nati
- Dione di Siracusa, filosofo e politico siceliota († 354 a.C.)
- Eudosso di Cnido, matematico e astronomo greco antico400 a.C.
- Carete, militare ateniese († 330 a.C.)
- Iceta di Siracusa, filosofo e astronomo siceliota († 335 a.C.)
- Lamisco, filosofo greco antico

## Morti
- Alcibiade di Fegunte, ateniese
- Plistoanatte, re spartano408 a.C.
- Ippocrate di Sparta, ammiraglio spartano
- Ippodamo, architetto e urbanista greco antico (n. 498 a.C.)407 a.C.
- Antioco, ammiraglio ateniese
- Ermocrate, politico e militare siceliota406 a.C.

- Aristocrate di Atene, politico e ammiraglio ateniese
- Callicratida, ammiraglio spartano (n. 451 a.C.)
- Diomedonte, ammiraglio ateniese
- Erasinide, ammiraglio ateniese
- Euripide, drammaturgo greco antico (n. 485 a.C.)
- Lisia, ammiraglio ateniese
- Annibale Magone, condottiero e re cartaginese
- Pericle il Giovane, ammiraglio e politico ateniese
- Sofocle, drammaturgo greco antico (n. 496 a.C.)
- Trasillo, ammiraglio e politico ateniese

- Cefisodoto di Atene, ammiraglio ateniese
- Filocle, ammiraglio ateniese
- Lisippo Comico, commediografo greco antico (n. 470 a.C.)
- Menandro, ammiraglio ateniese
- Tideo di Atene, ammiraglio ateniese404 a.C.

- Alcibiade, militare e politico ateniese (n. 450 a.C.)
- Cleofonte, politico ateniese
- Dario II di Persia, imperatore persiano
- Polemarco, filosofo siceliota
- Strombichide, ammiraglio ateniese
- Teramene, politico, oratore e militare ateniese
- Leone di Salamina, politico ateniese

- Crizia, politico, scrittore e filosofo greco antico (n. 460 a.C.)
- Carmide, nobile greco antico402 a.C.
- Zisi, filosofo cinese (n. 481 a.C.)401 a.C.

- Agide II, sovrano spartano
- Ciro il Giovane, principe persiano
- Clearco di Sparta, mercenario e militare spartano
- Menone di Farsalo, mercenario greco antico
- Mitridate, militare persiano
- Prosseno di Beozia, mercenario greco antico
- Socrate di Acaia, militare greco antico

- Chirisofo di Sparta, mercenario spartano (n. 435 a.C.)
- Ninfodoro di Abdera, greco antico (n. 450 a.C.)